# Muriel
Muriel je ženské křestní jméno keltského původu znamená jasné moře. Je vytvořeno ze slov muir "moře" a geal "jasný, zářící". Další podobou je Muirgel

## Známé nositelky
- Muriel Anderson, americká kytaristka
- Muriel Angelus, britská herečka
- Muriel Barbery, francouzská prozaička
- Muriel Beaumont, britská herečka
- Muriel Blaive, francouzská historička
- Muriel Baumeister, rakouská herečka
- Muriel Box, britská režisérka
- Muriel Brunskill, britský kontraalt
- Muriel Day, irská zpěvačka
- Muriel Duckworth, kanadská aktivistka
- Muriel Gray, britská autorka a novinářka
- Muriel Gustavo Becker, brazilský fotbalista
- Muriel Hurtisová, francouzská atletka
- Muriel Pavlow, britská herečka
- Muriel Rukeyser, americká básnířka a politická aktivistka
- Muriel Sarkany, belgická lezkyně
- Muriel Smith, americká mezzosopranistka
- Muriel Spark, britská prozaička

## Fiktivní nositelé
- Muriel, moudrá stará koza z knihy Farma zvířat
- Chandler Muriel Bing, postava z amerického seriálu Přátelé
- Tetička Muriel, postava z Harryho Potter
- Muriel a andělé